# Сивоволов, Георгий Яковлевич
Георгий Яковлевич Сивоволов (1922—1995), станица Каргинская, Верхне-Донской округ, Донская область, ныне — Боковский район, Ростовская область — писатель, краевед.

## Жизнь и творчество
Георгий Яковлевич родился в семье каргинского кузнеца Я. Я. Сивоволова. Окончил Каргинскую школу, поступил в военное артиллерийское училище. Участник Великой Отечественной войны.
В 1920-е годы брат Сивоволова Георгия Яковлевича, Алексей Яковлевич общался с Михаилом Александровичем Шолоховым, пока тот жил в станице Каргинской. В семье Сивоволовых обсуждались судьбы земляков, нашедшие отражение в произведениях писателя. Спустя много лет Г. Я. Сивоволов, выйдя на пенсию, занялся сбором краеведческого материала о детстве и юности М. А. Шолохова, об истории его семьи, о прототипах героев его произведений. В своей первой книге Георгий Яковлевич отмечал:
Собирал я материал, как самый добросовестный краевед, — многие годы, дотошно и настойчиво... Свой поиск прототипов я начал с исследования того окружения и той среды, в которой жил писатель....
Работая над второй книгой, Георгий Яковлевич Сивоволов ставил перед собой задачу:
используя преимущество земляка писателя, старожила станицы Каргинской, имевшего возможность лично общаться со многими людьми из непосредственного окружения М. Шолохова и его семьи, поделиться с читателем собранным материалом, который он не сможет почерпнуть из других источников.
Эту книгу Г. Я. Сивоволов посвятил памяти брата, Алексея Яковлевича Сивоволова.
Книги Георгия Яковлевича Сивоволова содержат обширный и достоверный материал, используемый краеведами, писателями, литературоведами.